# Scopula minorata
Scopula minorata là một loài bướm đêm trong họ Geometridae.